# Macropisthodon rudis
Espèce
Synonymes
- Pseudagkistrodon carinatus Van Denburgh, 1909
- Macropisthodon carinatus (Van Denburgh, 1909)
- Natrix namiei Oshima, 1910
- Macropisthodon rudis var. melanogaster Vogt, 1922

Statut de conservation UICN

 LC  : Préoccupation mineure
Macropisthodon rudis est une espèce de serpents de la famille des Natricidae. 

## Répartition
Cette espèce se rencontre :
- à Taïwan ;
- dans le sud de la République populaire de Chine, dans les provinces d'Anhui, du Fujian, du Henan, du Yunnan, du Sichuan, du Guizhou, du Hunan, du Jiangxi, du Zhejiang, du Guangxi et du Guangdong.

## Description
L'holotype de Macropisthodon rudis, un mâle, mesure 590 mm dont 160 mm pour la queue.

## Liste des sous-espèces
Selon The Reptile Database (9 septembre 2013) :
- Macropisthodon rudis multiprefrontalis Zhao & Jiang, 1981
- Macropisthodon rudis rudis Boulenger, 1906

## Publications originales
- Boulenger, 1906 : Descriptions of new reptiles from Yunnan. Annals and Magazine of Natural History, sér. 7, vol. 17, no 102, p. 567-568 (texte intégral).
- Zhao & Jiang, 1981 : Studies on amphibians and reptiles of Mt. Gongga Shan, Sichuan, China. I. A new species and a new subspecies of snakes from Sichuan. Acta Herpetologica Sinica, vol. 5, no 7, p. 53-58 (texte intégral).